# Venera 7
Venera 7 (russo: Венера-7) era una sonda spaziale del programma sovietico per l'esplorazione del pianeta Venere.
Essa fu lanciata il 17 agosto 1970 alle 5:38 GMT, a bordo di un vettore Molniya dal cosmodromo di Bajkonur, con la missione di studiare i bassi strati dell'atmosfera venusiana.
Pesava 1180 kg ed era composta, come alcune missioni Venera precedenti, da un modulo trasportatore e una capsula di 495 kg, il cui scopo era l'atterraggio sulla superficie. Quest'ultima conteneva una serie di strumenti di rilevazione chimica e telemetrica.
La capsula entrò nell'atmosfera di Venere il 15 dicembre 1970, e atterrò sulla superficie alle 5:34:10 (ora di Greenwich) dello stesso giorno, in coordinate 5° S, 351° E. Venera 7 fu il primo oggetto costruito dall'uomo ad atterrare con successo su un altro pianeta e capace di ritrasmettere dati verso la Terra.
L'antenna della capsula fu alzata subito durante la manovra di atterraggio, e furono captati segnali regolari per 35 minuti. Nei 23 minuti successivi all'atterraggio i segnali diventarono molto deboli, a causa di un impatto non perfetto: è probabile che la capsula fosse rimbalzata e si fosse ribaltata su un fianco, non permettendo all'antenna principale di orientarsi correttamente.